# Calcio Lecco 1912 2018-2019
Questa voce raccoglie le informazioni riguardanti il Calcio Lecco 1912 nelle competizioni ufficiali della stagione 2018-2019.

## Stagione
Nella stagione 1918-1919 il Lecco risorge e lascia la Serie D dopo sette stagioni, lascia le competizioni dilettantistiche, ottenendo la promozione in Serie C, vincendo con 86 punti il girone A della Serie D. Un rullo compressore che ottiene 27 vittorie, 5 pareggi e 2 sconfitte, realizza 75 reti e ne subisce 23 in 34 partite. I lariani salgono tra i professionisti allenati da Marco Gaburro. Riccardo Capogna con 20 reti è il miglior marcatore dei celesteblù, delle quali 15 in campionato e 5 in Coppa Italia.

## Divise e sponsor
Il fornitore tecnico della stagione 2018-2019 è Legea. Lo sponsor di maglia è Cantine Pirovano.
| Casa | Trasferta | Terza divisa |

## Rosa
| N. |                    | Ruolo | Calciatore            |
| -- | ------------------ | ----- | --------------------- |
|    | Italia (bandiera)  | P     | Graziano Belladonna   |
|    | Italia (bandiera)  | P     | Ilario Guadagin       |
|    | Italia (bandiera)  | P     | Ferat Jusufi          |
|    | Grecia (bandiera)  | P     | Alexandros Safariakas |
|    | Italia (bandiera)  | D     | Mattia Alborghetti    |
|    | Italia (bandiera)  | D     | Giulio Calloni        |
|    | Italia (bandiera)  | D     | Fabrizio Carboni      |
|    | Italia (bandiera)  | D     | Gabriel Corna         |
|    | Italia (bandiera)  | D     | David Magonara        |
|    | Italia (bandiera)  | D     | Andrea Malgrati       |
|    | Italia (bandiera)  | D     | Ivan Merli Sala       |
|    | Italia (bandiera)  | D     | Andrea Nocerino       |
|    | Italia (bandiera)  | D     | Stefano Ruiu          |
|    | Mali (bandiera)    | D     | Ali Samake            |
|    | Senegal (bandiera) | C     | Ibrahim Ba            |
|    | Italia (bandiera)  | C     | Samuele Dragoni       |

| N. |                    | Ruolo | Calciatore           |
| -- | ------------------ | ----- | -------------------- |
|    | Italia (bandiera)  | C     | Gianmarco Meneghetti |
|    | Italia (bandiera)  | C     | Marco Moleri         |
|    | Italia (bandiera)  | C     | Jordan Pedrocchi     |
|    | Spagna (bandiera)  | C     | Guille Pérez         |
|    | Italia (bandiera)  | C     | Mattia Poletto       |
|    | Italia (bandiera)  | C     | Nicola Segato        |
|    | Italia (bandiera)  | A     | Riccardo Capogna     |
|    | Italia (bandiera)  | A     | Davide Caraffa       |
|    | Italia (bandiera)  | A     | Simone D'Anna        |
|    | Italia (bandiera)  | A     | Gianluca Draghetti   |
|    | Senegal (bandiera) | A     | Ameth Fall           |
|    | Italia (bandiera)  | A     | Tommaso Lella        |
|    | Italia (bandiera)  | A     | Giancarlo Lisai      |
|    | Italia (bandiera)  | A     | Aiman Napoli         |
|    | Italia (bandiera)  | A     | Michele Silvestro    |
|    | Italia (bandiera)  | A     | Nicolò Vai           |

## Calciomercato

### Sessione estiva (dall'1/7 al 31/8)
| Acquisti | Acquisti             | Acquisti       | Acquisti   |
| R.       | Nome                 | da             | Modalità   |
| -------- | -------------------- | -------------- | ---------- |
| P        | Graziano Belladonna  | Palermo        | prestito   |
| P        | Ilario Guadagnin     | L.R. Vicenza   | prestito   |
| P        | Alexandros Safarikas | Larissa        | svincolato |
| D        | Mattia Alborghetti   | Virtus Bergamo | svincolato |
| D        | Giulio Calloni       | Olginatese     | definitivo |
| D        | Fabrizio Carboni     | Gozzano        | svincolato |
| D        | Gabriel Corna        | Renate         | prestito   |
| D        | Edoardo Di Bella     | Bresso         | svincolato |
| D        | David Magonara       | Virtus Entella | definitivo |
| D        | Andrea Melgrati      | Renate         | svincolato |
| D        | Stefano Ruiu         | Cagliari       | prestito   |
| C        | Gianmarco Meneghetti | L.R. Vicenza   | svincolato |
| C        | Jordan Pedrocchi     | Pontisola      | svincolato |
| C        | Guille Pérez         | Gozzano        | svincolato |
| C        | Mattia Poletto       | Inter          | definitivo |
| C        | Nicola Segato        | Gozzano        | svincolato |
| A        | Riccardo Capogna     | Gozzano        | svincolato |
| A        | Simone D'Anna        | Team Altamura  | svincolato |
| A        | Tommaso Lella        | Caravaggio     | svincolato |
| A        | Giancarlo Lisai      | Arzachena      | svincolato |
| A        | Michele Silvestro    | Vibonese       | prestito   |

| Cessioni | Cessioni               | Cessioni            | Cessioni      |
| R.       | Nome                   | a                   | Modalità      |
| -------- | ---------------------- | ------------------- | ------------- |
| P        | Mattia Guagnetti       |                     | svincolato    |
| P        | Massimiliano Mirabelli |                     | svincolato    |
| P        | Giacomo Nava           | Rimini              | svincolato    |
| D        | Francesco Luoni        | Fanfulla            | svincolato    |
| D        | Mattia Malvestiti      | Mariano             | svincolato    |
| D        | Matteo Mortara         | Brescia             | fine prestito |
| D        | Gioele Mureno          | Olginatese          | svincolato    |
| D        | Mauro Scaglione        | Trento              | svincolato    |
| D        | Vincenzo Visconti      | Matelica            | svincolato    |
| D        | Pietro Zammuto         | Grugliasco          | svincolato    |
| C        | Gabriele Cavalli       |                     | svincolato    |
| C        | Nicola Colombo         |                     | svincolato    |
| C        | Andrea Compagnone      | Atalanta            | fine prestito |
| C        | Guido Corteggiano      | Mestre              | svincolato    |
| C        | Matteo Ghidinelli      | Feralpisalò         | fine prestito |
| C        | Fabio Roselli          | Bustese Milano City | svincolato    |
| A        | Cristian Bertani       | Pro Sesto           | svincolato    |
| A        | Enrico Bignotti        |                     | svincolato    |
| A        | Fabio Cristofoli       | Olginatese          | svincolato    |
| A        | Patrick Meyergue       | NibionnOggiono      | svincolato    |
| A        | Nicola Petrilli        | Messina             | svincolato    |
| A        | Luciano Rabbeni        | Messina             | svincolato    |

### Sessione di dicembre(dall'1/12 al 14/12)
| Acquisti | Acquisti        | Acquisti          | Acquisti   |
| R.       | Nome            | da                | Modalità   |
| -------- | --------------- | ----------------- | ---------- |
| P        | Ferat Jusufi    | Palmese           | svincolato |
| D        | Andrea Nocerino | Taranto           | svincolato |
| C        | Ibrahim Ba      | Granata 1924      | svincolato |
| C        | Samuele Dragoni | Trento            | svincolato |
| A        | Ameth Fall      | Sanremese         | svincolato |
| A        | Aiman Napoli    | Delta Porto Tolle | svincolato |

| Cessioni | Cessioni       | Cessioni             | Cessioni   |
| R.       | Nome           | a                    | Modalità   |
| -------- | -------------- | -------------------- | ---------- |
| D        | Giulio Calloni | A.S.D. Borgaro Nobis | svincolato |
| A        | Davide Caraffa | Castanese            | svincolato |
| A        | Tommaso Lella  | Sanremese            | svincolato |

### Sessione invernale(dall'1/1 al 31/1)
| Acquisti | Acquisti   | Acquisti | Acquisti |
| R.       | Nome       | da       | Modalità |
| -------- | ---------- | -------- | -------- |
| D        | Ali Samake | Torino   | prestito |
| A        | Nicolò Vai | Novara   | prestito |

| Cessioni | Cessioni         | Cessioni     | Cessioni      |
| R.       | Nome             | a            | Modalità      |
| -------- | ---------------- | ------------ | ------------- |
| P        | Ilario Guadagnin | L.R. Vicenza | fine prestito |

## Risultati

### Serie D

#### Girone di andata
| Arbitro: | Catanoso (Reggio Calabria) |

|                                 |           |                                        |
| Botturi 28’ Broggini 88’ (rig.) | Marcatori | 4’, 22’ D'Anna 45+6’ Capogna 90’ Lella |

| Arbitro: | Bergamin (Castelfranco Veneto) |

|                                                          |           |  |
| D'Anna 14’ Segato 27’ (rig.) Carboni 48’ Silvestro 90+3’ | Marcatori |  |

| Arbitro: | Costanza (Agrigento) |

|                      |           |                      |
| Cardini 90+6’ (rig.) | Marcatori | 56’ Segato 58’ Lisai |

| Arbitro: | Ancora (Roma) |

|                                |           |                |
| Carboni 21’, 84’ Pedrocchi 77’ | Marcatori | 64’ Pedrabissi |

| Arbitro: | Crezzini (Siena) |

|                 |           |             |
| Bonaventura 19’ | Marcatori | 56’ Capogna |

| Arbitro: | Mulas (Sassari) |

|             |           |  |
| Carboni 79’ | Marcatori |  |

| Arbitro: | Virgilio (Trapani) |

|                |           |             |
| Piacentini 49’ | Marcatori | 76’ Capogna |

| Arbitro: | Picchi (Lucca) |

|                                                 |           |  |
| D'Anna 4’, 33’ Moleri 22’ Lisai 38’ Capogna 51’ | Marcatori |  |

| Arbitro: | Piazzini (Prato) |

|  |           |            |
|  | Marcatori | 23’ Segato |

| Arbitro: | Delrio (Reggio nell'Emilia) |

|                         |           |           |
| Lisai 20’ Pedrocchi 30’ | Marcatori | 58’ Gaeta |

| Arbitro: | Madonia (Palermo) |

|          |           |                      |
| Diaw 64’ | Marcatori | 50’ Moleri 79’ Lella |

| Arbitro: | Ubaldi (Roma 1) |

|                                                         |           |  |
| Capogna 15’, 20’ Merli Sala 24’ Draghetti 31’, 53’, 58’ | Marcatori |  |

| Arbitro: | Zamagni (Cesena) |

|  |           |           |
|  | Marcatori | 87’ Corna |

| Arbitro: | Arena (Torre del Greco) |

|                 |           |  |
| D'Anna 17’, 50’ | Marcatori |  |

| Arbitro: | Scarpa (Collegno) |

|                |           |           |
| Croci 70’, 76’ | Marcatori | 53’ Lisai |

| Arbitro: | Nana Tchato (Aprilia) |

|                        |           |                         |
| Capogna 87’ Segato 90’ | Marcatori | 18’ Brusacà 59’ Valenti |

| Arbitro: | Vergaro (Bari) |

|               |           |                      |
| Vavassori 88’ | Marcatori | 52’ Moleri 56’ Lisai |

#### Girone di ritorno
| Arbitro: | Cavaliere (Paola) |

|               |           |  |
| Fall 32’, 43’ | Marcatori |  |

| Arbitro: | Bertini (Lucca) |

|              |           |                     |
| D'Antoni 88’ | Marcatori | 42’ Dragoni 83’ Vai |

| Arbitro: | Di Marco (Ciampino) |

|              |           |            |
| Malgrati 43’ | Marcatori | 81’ Cappai |

| Arbitro: | Frascaro (Firenze) |

|  |           |                          |
|  | Marcatori | 36’ (aut.) Picone Chiodo |

| Arbitro: | Gullotta (Siracusa) |

|                                     |           |  |
| D'Anna 58’ Segato 69’ Pedrocchi 90’ | Marcatori |  |

| Arbitro: | Virgilio (Trapani) |

|                |           |                                |
| Cacciatore 62’ | Marcatori | 23’ (aut.) Cacciatore 36’ Fall |

| Arbitro: | Vergaro (Bari) |

|           |           |  |
| D'Anna 6’ | Marcatori |  |

| Arbitro: | Bianchini (Perugia) |

|  |           |                     |
|  | Marcatori | 5’ D'Anna 28’ Lisai |

| Arbitro: | Pirriatore (Bologna) |

|                  |           |  |
| Capogna 22’, 63’ | Marcatori |  |

| Arbitro: | Catanoso (Reggio Calabria) |

|                                        |           |                                   |
| Ferrandino 24’ D'Iglio 72’ Cirio 90+4’ | Marcatori | 61’ D'Anna 67’ Capogna 77’ Segato |

| Arbitro: | Rinaldi (Bassano del Grappa) |

|                        |           |             |
| Capogna 40’ Fall 90+1’ | Marcatori | 50’ Scienza |

| Arbitro: | Pascariello (Lecce) |

|  |           |                       |
|  | Marcatori | 25’ Moleri 74’ D'Anna |

| Arbitro: | Porcheddu (Oristano) |

|                                 |           |              |
| Moleri 30’ Pedrocchi 77’, 90+3’ | Marcatori | 81’ Molinari |

| Arbitro: | Andreano (Prato) |

|  |           |                                 |
|  | Marcatori | 12’ (rig.) Segato 38’ Pedrocchi |

| Arbitro: | Ferrieri Caputi (Livorno) |

|                                        |           |                |
| Capogna 4’, 44’ Lisai 14’ Malgrati 76’ | Marcatori | 62’ Carnicelli |

| Arbitro: | Bianchi (Prato) |

|               |           |  |
| Menegazzo 50’ | Marcatori |  |

| Arbitro: | Cecchin (Bassano del Grappa) |

|                            |           |  |
| Lisai 24’ Capogna 38’, 49’ | Marcatori |  |

### Poule scudetto
| Arbitro: | Rinaldi (Messina) |

|                               |           |               |
| Segato 33’ (rig.) Capogna 78’ | Marcatori | 7’ Parasecoli |

| Arbitro: | Catanoso (Reggio Calabria) |

|                                          |           |                                          |
| Gabrielloni 63’ Gentile 72’ Borghese 89’ | Marcatori | 31’ (rig.) Segato 35’ Silvestro 57’ Fall |

| Arbitro: | Vingo (Pisa) |

|  |           |                  |
|  | Marcatori | 52’, 61’ Capogna |

| Arbitro: | Emmanuele (Pisa) |

|                             |                      |                            |
| Capogna 55’                 | Marcatori            | 59’ Morero                 |
| Segato Pedrocchi Lisai Fall | Tiri di rigore 0 – 2 | Morero Pepe Di Paolantonio |

### Coppa Italia Serie D
| Arbitro: | Caldera (Como) |

|                 |           |                                    |
| De Respinis 28’ | Marcatori | 26’ Capogna 29’ Carboni 38’ D'Anna |

| Arbitro: | Baldelli (Reggio nell'Emilia) |

|  |           |            |
|  | Marcatori | 38’ D'Anna |

| Arbitro: | Lovison (Padova) |

|                              |           |  |
| Draghetti 15’ Merli Sala 70’ | Marcatori |  |

| Arbitro: | Zanotti (Pavia) |

|                                       |                      |                                            |
| Lisai 89’                             | Marcatori            | 7’ Cuffa                                   |
| Segato Malgrati Pérez Silvestro Lisai | Tiri di rigore 4 – 5 | Cecchi Scotto Baniya Guglielmelli Giacinti |

## Statistiche

### Statistiche di squadra
| Competizione         | Punti | In casa | In casa | In casa | In casa | In casa | In casa | In trasferta | In trasferta | In trasferta | In trasferta | In trasferta | In trasferta | Totale | Totale | Totale | Totale | Totale | Totale | DR  |
| Competizione         | Punti | G       | V       | N       | P       | Gf      | Gs      | G            | V            | N            | P            | Gf           | Gs           | G      | V      | N      | P      | Gf     | Gs     | DR  |
| -------------------- | ----- | ------- | ------- | ------- | ------- | ------- | ------- | ------------ | ------------ | ------------ | ------------ | ------------ | ------------ | ------ | ------ | ------ | ------ | ------ | ------ | --- |
| Serie D              | 74    | 14      | 12      | 2       |         | 36      | 6       | 15           | 11           | 3            | 1            | 27           | 14           | 29     | 23     | 5      | 1      | 63     | 20     | +43 |
| Poule scudetto       |       |         |         |         |         |         |         |              | 2            |              |              |              |              |        |        |        |        |        |        |     |
| Coppa Italia Serie D |       | 2       | 1       | 1       |         | 3       | 1       | 2            |              |              |              | 4            | 1            | 4      | 3      | 1      |        | 7      | 2      | +6  |
| Totale               | 74    | 16      | 13      | 3       |         | 39      | 7       | 17           | 13           | 3            | 1            | 31           | 15           | 33     | 26     | 6      | 1      | 70     | 22     | +49 |

### Andamento in campionato
| Giornata  | 1 | 2 | 3 | 4 | 5 | 6 | 7 | 8 | 9 | 10 | 11 | 12 | 13 | 14 | 15 | 16 | 17 | 18 | 19 | 20 | 21 | 22 | 23 | 24 | 25 | 26 | 27 | 28 | 29 | 30 | 31 | 32 | 33 | 34 |
| --------- | - | - | - | - | - | - | - | - | - | -- | -- | -- | -- | -- | -- | -- | -- | -- | -- | -- | -- | -- | -- | -- | -- | -- | -- | -- | -- | -- | -- | -- | -- | -- |
| Luogo     | T | C | T | C | T | C | T | C | T | C  | T  | C  | T  | C  | T  | C  | T  | C  | T  | C  | T  | C  | T  | C  | T  | C  | T  | C  | T  | C  | T  | C  | T  | C  |
| Risultato | V | V | V | V | N | V | N | V | V | V  | V  | V  | V  | V  | P  | N  | V  | V  | V  | N  | V  | V  | V  | V  | V  | V  | N  | V  | V  | V  | V  | V  | P  | V  |
| Posizione | 3 | 1 | 1 | 1 | 1 | 1 | 1 | 1 | 1 | 1  | 1  | 1  | 1  | 1  | 1  | 1  | 1  | 1  | 1  | 1  | 1  | 1  | 1  | 1  | 1  | 1  | 1  | 1  | 1  | 1  | 1  | 1  | 1  | 1  |

Legenda:

Luogo: C = Casa; T = Trasferta. Risultato: V = Vittoria; N = Pareggio; P = Sconfitta.